# 欧州統合
欧州統合（おうしゅうとうごう）とは、ヨーロッパの全部または一部の国による政治的、法的、経済的、あるいは社会的、文化的な統合の経緯。現代において欧州統合はおもに欧州連合や欧州評議会を通じて進められている。

## 歴史
ヨーロッパ諸国の統合構想を最初に示したのはリヒャルト・クーデンホーフ＝カレルギーであり、1923年には Pan-Europa と題した声明文を起草している。クーデンホーフ＝カレルギーの構想はアリスティード・ブリアンに影響を与え、1929年9月8日に国際連盟でヨーロッパの統合に賛成する演説を行い、1930年には当時のフランス政府に対して Memorandum sur l'organisation d'un régime d'Union Fédérale Européenne（日本語仮訳：ヨーロッパの連邦的統合体体制を構築する覚書）を著し、この政府はヨーロッパで初めて統合の理念を正式に採択した。
第二次世界大戦が終結すると西ヨーロッパでは統合の政治的機運が高まり、この情勢はヨーロッパ大陸を荒廃させた極端なナショナリズムからの脱出であると捉えられている。ウィンストン・チャーチルは1946年9月19日にチューリッヒ大学で行なった演説でヨーロッパ合衆国の創設を訴えた。ただしあまり指摘されることがないが、この演説でチャーチル自身はイギリスをヨーロッパ合衆国に含めていない考えを示している。

## 欧州評議会
第二次世界大戦の惨状や人的損害といった背景や戦後の和解の必要性はヨーロッパの統合という考え方をもたらし、それが具体的な形となったのが、1949年にストラスブールに創設された欧州評議会である。
欧州評議会の活動の成果としてもっとも重要とされるのが1950年の人権と基本的自由の保護のための条約（欧州人権条約）であり、この条約に基づいてストラスブールに設置された欧州人権裁判所は、ヨーロッパ全体において人権と基本的自由について司る事実上の最上級裁判所となっている。また人権については欧州評議会の拷問等防止委員会や欧州社会憲章によって保護されている。
欧州評議会で採択された協定の大部分がより広範な司法分野での統合を目指すものであり、たとえば司法互助、汚職対策、不正資金浄化対策、スポーツにおけるドーピング対策やインターネット犯罪などがある。
文化面での協力については1954年の武力紛争の際の文化財の保護に関する条約や、それ以降に締結された大学の研究や学位の認定、少数言語の保護に関する協定などでうたわれている。
ベルリンの壁崩壊以後、中央ヨーロッパや東ヨーロッパの旧共産主義諸国が欧州評議会に加盟することができるようになり、2007年の時点で欧州評議会には、非民主的な体制が続くベラルーシを除く47のヨーロッパの国が加盟している。このため欧州統合は、ヨーロッパ大陸全土を包含していることから、欧州評議会の枠組みにおいてはほぼ成功している。
欧州評議会という枠組みにおける欧州統合は加盟国がその諸協定に加盟すること、そして閣僚会議や議会間会議で政治的に協力していることを通じて機能している。1949年に制定された欧州評議会規程にしたがい、欧州評議会は人権や民主主義といった共通の価値観に基づいて、加盟国間での一体化を進めていくことを使命としている。

## 欧州安全保障協力機構
欧州安全保障協力機構はヨーロッパの安定を確保することを目的とした、大西洋横断的な政府間組織である。1973年7月に全欧安全保障協力会議として設立されたこの組織は、1995年1月に欧州安全保障協力機構となった。2006年以降、欧州安全保障協力機構には56か国が加盟し、北半球の大部分を占めている。
欧州安全保障協力機構には、政治・軍事分野、経済・環境分野、人道分野の3つの活動分野で進展している。この3つの活動方針で (i) 紛争の防止と解決のためのメカニズム、(ii) 経済や環境への脅威となる案件での監視、警戒、支援、(iii) 人権と基本的自由の完全な尊重をそれぞれ促進している。

## 地域的統合
いくつかの地域統合の試みでは政府間協力がうまく進み、地域での武力紛争の可能性が減ったものがある。他方で別の地域統合の動きではヨーロッパ域内での自由貿易の障壁が取り除かれ、人、労働、商品、資本が国境を越えて自由に移動することが多くなった。

### バルト地域
以下の政治・経済における組織はポストモダン時代のバルト地域で創設されたものである。
バルト議員会議はエストニア、ラトビア、リトアニア（バルト三国）の各国議会の間での協力を進めることを目的としている。バルト議員会議は1990年12月1日にヴィリニュスで構想がまとめられ、1994年6月13日にその機構と規定が合意された。
バルト自由貿易領域はエストニア、リトアニア、ラトビアの間での通商に関する協定によって創設された。協定は1993年9月13日に署名され、1994年4月1日に発行した。協定は1997年1月1日に農産品も対象とするようになった。バルト自由貿易領域は3か国が2004年5月1日に欧州連合に加盟したことで消滅した。
環バルト海諸国評議会は1992年に創設され、バルト海沿岸諸国の間での経済、市民社会の発展、人権問題、原子力や核物質の安全といった問題での政府間協力が進められた。環バルト海諸国評議会にはデンマーク、エストニア、フィンランド、ドイツ、アイスランド（1995年以降）、ラトビア、リトアニア、ノルウェー、ポーランド、ロシア、スウェーデンと欧州委員会が参加している。

### 低地諸国
第一次世界大戦終結以降、低地諸国地域で以下の連合体が設立されていった。
ベネルクスはベルギー、オランダ、ルクセンブルクの間での経済・政治同盟である。1944年9月5日、ベネルクス関税同盟設立条約が署名された。条約の発効は1948年のことであったが、この関税同盟は、1958年2月3日にデン・ハーグで条約が署名されたことによって、同条約が発効した1960年11月1日にベネルクス経済同盟に引き継がれた。1955年にはベネルクス議会が創設されている。
ベルギー・ルクセンブルク経済同盟はベネルクスの前身とされる。この経済同盟の発足は1921年7月25日に署名された条約によるものであり、両国の間で単一市場が創設されたほか、ベルギー・フランとルクセンブルク・フランを等価で固定することも定められた。

### 黒海沿岸地域
ソビエト連邦崩壊以降、黒海の沿岸地域では以下の組織が結成されていった。
黒海経済協力機構は、おもに黒海沿岸地域にある12の参加国の間で友好・善隣的関係を後押しすることで平和、安定、反映を確保することを目的としている。黒海経済協力機構は1992年6月25日にイスタンブールで11の当事国が宣言文書に署名した文書が1999年5月1日に発効したことで発足した。この11の原加盟国とは、アルバニア、アルメニア、アゼルバイジャン、ブルガリア、ジョージア、ギリシャ、モルドバ、ルーマニア、ロシア、トルコ、ウクライナである。2004年4月にはセルビア（当時はセルビア・モンテネグロ）が加盟した。
民主主義と経済発展のための機構 GUAM はソビエト連邦を構成していた4つの国による地域組織であり、協力と民主主義の価値の促進、安定した発展の確保、世界や地域の安全保障の強化、ヨーロッパ統合の進展を目的としている。機構に参加しているのはジョージア、ウクライナ、アゼルバイジャンとモルドバで、これらは原加盟国である。ウズベキスタンは1999年にいったんは加盟したものの、2005年に脱退した。

### ブリテン諸島
第一次世界大戦の終結以降、ブリテン諸島では以下の合意文書が署名された。
英愛評議会は1998年のベルファスト合意で創設され、「（日本語仮訳）この諸島の住民の間における結びつきの一体性の友好的で相互に利益のある発展を促進させる」ことを目的としている。英愛評議会は1999年12月2日に正式に設置された。英愛評議会はアイルランド、イギリスと北アイルランド、スコットランド、ウェールズの3つの連合王国構成国、およびガーンジー、マン島、ジャージーの3つのイギリスの王室属領で旺盛される。イングランドは権限が委譲された政府を持たないため、個別の主体として英愛評議会に加わっていない。
共通旅行区域は1922年に設定されたパスポート不要の渡航区域であり、アイルランド共和国、イギリス、マン島、ジャージー、ガーンジーで構成されている。

### 中央ヨーロッパ
中央ヨーロッパでは以下の協力関係についての合意がなされている。
中欧自由貿易協定は中央および南東ヨーロッパ諸国の間での貿易協定で、欧州連合の正式な加盟国となるための準備として機能している。2018年の時点で中欧自由貿易協定に加盟しているのは北マケドニア、アルバニア、ボスニア・ヘルツェゴビナ、モルドバ、モンテネグロ、セルビアと国際連合暫定統治領コソボである。
中欧自由貿易協定は1992年にチェコスロバキア、ハンガリー、ポーランドの間で署名されたものであるが、協定が発行したのは1994年のことであった。この間にチェコスロバキアはチェコとスロバキアにそれぞれ分離・独立した。その後、1996年にスロベニアが、1997年にルーマニアが、1999年にブルガリアが、2003年にクロアチアがそれぞれ加盟した。2004年、チェコ、スロバキア、ハンガリー、ポーランド、スロベニアが欧州連合に加盟したことで中欧自由貿易協定から脱退した。同様に2007年にはルーマニアとブルガリアが、2013年にはクロアチアが脱退した。他方で2006年に北マケドニアが(当時の国名は「マケドニア旧ユーゴスラビア共和国」)、2007年にアルバニア、ボスニア・ヘルツェゴビナ、モルドバ、モンテネグロ、セルビアとコソボを代表して国際連合コソボ暫定行政ミッションが協定に加盟した。
ヴィシェグラード・グループは、参加国間の協力とヨーロッパの統合のための中央ヨーロッパにおける協調関係である。ヴィシェグラード・グループは、1991年2月15日にハンガリーのヴィシェグラードで行なわれたチェコスロバキア、ハンガリー、ポーランドの首脳による会談で結成が合意されたものであった。チェコスロバキアが解体した1993年以降はチェコとスロバキアが参加国となっている。
スイスとリヒテンシュタインは1924年に関税同盟を結成し、両国ともスイス・フランを通貨として使用している。

### 北欧諸国
第二次世界大戦の終結以降、北欧諸国では以下のような組織が結成されていった。
北欧理事会および北欧閣僚理事会は1953年2月に創設された、北欧諸国の議会と政府の協力フォーラムである。参加しているのはデンマーク、フィンランド、アイスランド、ノルウェー、スウェーデンおよび自治領であるフェロー諸島、グリーンランド、オーランド諸島である。かつてエストニアが加盟申請した事があるが、却下されている。また、1991年には、理事会の情報事務所がエストニア、ラトビア、リトアニアのバルト三国に開設されたほか、ロシア連邦のサンクトペテルブルク及びカリーニングラードにも同様の事務所が開設されている。
北欧旅券同盟は1954年に創設され、1958年5月1日から加盟国市民のパスポートなしでの越境移動ができるようになった。北欧旅券同盟を構成するのは原加盟国のデンマーク、スウェーデン、ノルウェーに、1965年9月24日に加わったフィンランドとアイスランド、1966年1月1日に加わったデンマークの自治領であるフェロー諸島である。

### 欧州自由貿易連合
欧州自由貿易連合は1960年5月3日に結成された、欧州経済共同体に加盟していないヨーロッパの国による貿易ブロックである。1995年以降、欧州自由貿易連合に加盟するのはアイスランド、ノルウェー、スイス、リヒテンシュタインであり、このうちノルウェーとスイスだけが原加盟国である。
1960年1月4日、ストックホルムにおいてオーストリア、デンマーク、ノルウェー、ポルトガル、スウェーデン、スイスとイギリスは欧州自由貿易連合の設立条約に署名した。フィンランドは1961年に準加盟国となり、1986年に正式に加盟した。また1970年にアイスランドが、1991年にリヒテンシュタインがそれぞれ加盟した。
1973年、欧州諸共同体に加盟したことによってイギリスとデンマークが欧州自由貿易連合から脱退した。また同様にポルトガルが1986年に脱退した。1995年にはフィンランドとスウェーデンも欧州連合に加盟したことによって欧州自由貿易連合から脱退した。

## 欧州諸共同体
1951年、西ヨーロッパの6つの国がパリ条約に署名し、1952年7月23日の条約発効により署名国の石炭と鉄鋼の生産に関する権限を欧州石炭鉄鋼共同体に移譲した。
石炭と鉄鋼の生産は第二次大戦終結後のヨーロッパ復興に欠かせないものであり、また国内経済での石炭・鉄鋼資源は2つの世界大戦で重要な争いの対象となった。フランスは1949年の西ドイツ樹立後も鉄鋼業が盛んなザールラントの占領を続けていた。それが欧州石炭鉄鋼共同体に国の権限が移譲されたことで、欧州石炭鉄鋼共同体の加盟国はたがいにより大きな透明性と信頼を得ることができるようになった。
国際紛争の火種となりやすい分野における「共同体」への国家権限の委譲は、1957年署名のローマ諸条約による欧州原子力共同体、欧州経済共同体の設立という形で繰り返された。
1967年には統合条約によって欧州石炭鉄鋼共同体と欧州原子力共同体の機関が欧州経済共同体のそれらに統合された。つまり3つの共同体は議会組織と裁判所を共有することになった。このことから3つの共同体は「欧州諸共同体」と呼ばれるようになった。1987年、単一欧州議定書によって欧州経済共同体設立条約が大幅に改定され、ヨーロッパ単一市場の創設と欧州政治協力の設定がなされた。3つの共同体は統合を深め、欧州連合の下で運営されていくようになるが、それぞれで独自の法人格を有していた。
3つの共同体の原加盟国はベルギー、フランス、イタリア、ルクセンブルク、オランダと西ドイツで、1973年にデンマーク、アイルランドとイギリスが、1981年にギリシャが、1983年にポルトガルとスペインがそれぞれ加盟した。また1990年10月3日に東ドイツが西ドイツに編入され、旧東ドイツの領域が諸共同体に加わった。
この共同体創設という経緯において重要な役割を果たしたのがジャン・モネであり、モネは欧州連合の「創設の父」とも評され、その欧州連合はヨーロッパの統合において大きな原動力となっている。

## 欧州連合

ヨーロッパの国と地域的機関の相互関係

欧州連合は27の主権国家による連合体である。欧州連合の基本条約では多くの分野における加盟国の政策を調整するために、欧州連合の機関に一定の権限を委譲することを定めている。欧州連合は1993年発効の欧州連合条約の発効により、既存の欧州経済共同体を発展させて発足した。
欧州連合発足当初の加盟国はベルギー、デンマーク、フランス、ドイツ、ギリシャ、アイルランド、イタリア、ルクセンブルク、オランダ、ポルトガル、スペインとイギリスであった。1995年にオーストリア、フィンランドとスウェーデンが、2004年にキプロス、チェコ、エストニア、ハンガリー、ラトビア、リトアニア、マルタ、ポーランド、スロバキアとスロベニアが、2007年にブルガリアとルーマニアが、2013年にクロアチアがそれぞれ加盟した。その後、2020年にイギリスが欧州連合を離脱した。また、トルコ、北マケドニア、モンテネグロ、セルビア、アルバニア、ウクライナ、モルドバ、ボスニア・ヘルツェゴビナ、ジョージアは正式な加盟候補国となっており、コソボが加盟を申請している。かつてモロッコが加盟を申請したことがあるが、この申請は却下されている。またスイスの加盟協議は凍結され、ノルウェーの加盟は2度の国民投票で否決されている。アイスランドは2015年に加盟申請を取り下げた。

### 権能
加盟国にはほとんどの権能が残されているが、その一方で全体的な決定を行なうために欧州連合に移譲された権限があり、また欧州連合と共有する権限、欧州連合が加盟国を補う権限といったものもある。
| 排他的権限 | | 共有的権限 |  | 支援的権限 |
| 欧州連合は法令で前もって定められている場合において、指令を作り、国際協定を締結する排他的権限を有する。                                           | 加盟国は欧州連合が権限を行使した分野においては、自らの権限を行使することができない。 | 欧州連合は加盟国の行動を支援、調整、補完するような行動を実行することができる。                                     |  |            |
| - 関税同盟 - 域内市場の機能に必要な競争ルールの制定 - ユーロ導入国を対象とする金融政策 - 共通漁業政策における海洋生物資源の管理 - 共通の通商政策 | - 域内市場 - 基本条約で定められているような社会政策 - 経済・社会・領域における結合 - 農業、海洋生物資源の管理を除く漁業 - 環境 - 消費者保護 - 運輸 - 欧州横断ネットワーク - エネルギー - 自由・安全・司法の領域 - 基本条約で定められているような公衆衛生における共通の安全対策 | - 人間の健康の保護と改善 - 工業 - 文化 - 観光 - 教育、青少年、スポーツ、職業訓練 - 市民保護（防災） - 行政上の協力 |  |            |

### 経済の統合
欧州連合はそのすべての加盟国の領域にまたがる単一の市場を運営し、ユーロ圏諸国において単一の通貨を使用している。さらに欧州連合は欧州経済領域や関税同盟などをとおして、欧州連合に加わっていない国と経済関係を有している。

#### 自由貿易地域
欧州経済共同体の設立によって加盟国の間で関税、輸出入量の制限、商品についての特恵が廃止され、自由貿易地域としての体をなすようになった。
多くの国では自由貿易協定とともに欧州連合との連合協定にも署名している。このような国・地域は地中海沿岸に多く、1997年にはパレスチナ自治政府、1998年にチュニジア、2000年にイスラエルとモロッコ、2002年にヨルダン、2004年にエジプト、2005年にアルジェリア、2006年にレバノンとそれぞれ協定を結んでいるほか、地中海沿岸地域以外にも、2000年にはメキシコと南アフリカ、2003年にはチリとの間でそれぞれ協定を結んでいる。
また多くのバルカン諸国においても、2004年に北マケドニア（当時の国名は「マケドニア旧ユーゴスラビア共和国」）、2005年にクロアチア、2006年にアルバニア、2007年にモンテネグロとそれぞれ安定化・連合協定を結んでおり、2008年にはボスニア・ヘルツェゴビナとセルビアとの間でも署名を済ませている。
2008年、ポーランドとスウェーデンは欧州連合とアルメニア、アゼルバイジャン、ジョージア、モルドバ、ウクライナとの間での自由貿易地域を設立することを含む東方パートナーシップを提唱した。

#### 関税同盟
欧州連合の関税同盟では域内を移動する商品に対して関税を課さないことになっている。この関税同盟は欧州連合のすべての加盟国を対象としている。欧州経済共同体の加盟国間での関税障壁撤廃が実現したのは1968年のことであった。
アンドラとサンマリノについても第3国との間では欧州連合の関税同盟に加わることになる。またトルコとは欧州連合・トルコ関税同盟を結成している。

#### 単一市場
1992年署名の欧州連合条約によって発足した欧州連合の最大の目標の一つが単一市場の設立と運営である。単一市場の創設によって域内での商品、サービス、資本、人の自由な移動という4つの自由の確保が追求されている。
欧州経済領域での取り決めによってノルウェー、アイスランド、リヒテンシュタインは欧州連合に未加盟のままで単一市場への参画が認められている。これらの国に対しては上述の4つの自由も適用されているが、漁業と農業については制約が設けられている。スイスは欧州連合と2者間で取り決めを結んで、欧州経済領域の取り決めとは異なる内容で連携している。

#### ユーロ圏
ユーロ圏とは、欧州連合の経済通貨統合における第3段階であるところのユーロ通貨同盟を導入している欧州連合加盟国を意味する。一部の欧州連合に加盟していない国は経済通貨同盟に加わっていないにもかかわらず、ユーロを通貨として採用している。そのため欧州連合に加盟する20か国と6つの欧州連合非加盟国のあわせて26の国と地域がユーロを通貨として使用している。
ユーロ圏が誕生したのは、制度上では1999年1月1日のことである。しかしながら硬貨や紙幣が使用されるようになったのは2002年1月1日のことであった。
1999年のユーロ圏発足当初の加盟国は、オーストリア、ベルギー、フィンランド、フランス、ドイツ、アイルランド、イタリア、ルクセンブルク、オランダ、ポルトガル、スペインであった。その後、2001年1月1日にギリシャが、2007年1月1日にスロベニアが、2008年1月1日にキプロスとマルタが、2009年1月1日にスロバキアが、2011年1月1日にエストニアが、2014年1月1日にラトビアが、2015年1月1日にリトアニアが、2023年1月1日にクロアチアが、それぞれ通貨をユーロに移行させた。
欧州連合に加盟していないモナコ、サンマリノ、バチカンは欧州連合との間で取り決めを交わし、ユーロを通貨として採用しており、また独自のデザインを持つユーロ硬貨の鋳造も認められている。アンドラ、モンテネグロ、コソボはユーロの誕生のときから通貨として使用している。

### 社会的・政治的統合

#### 教育
エラスムス計画は1987年に策定された、学術的なコミュニティの自由な移動を奨励・支援することを目的としている計画である。欧州連合のすべての加盟国にアイスランド、リヒテンシュタイン、ノルウェー、トルコ、イギリスを加えた31か国が参加している。スイスは欧州連合との距離をとるために一時期は離脱していたが、2007年にふたたび参加資格を有するようになった。
欧州高等教育圏はヨーロッパにおける教育制度の統合を目指しているものである。圏内では学位や修学期間を相互に認定している。欧州高等教育圏はボローニャ・プロセスおよび欧州評議会のリスボン認証協定によって実施されている。ボローニャ宣言は1999年に当時の欧州連合加盟国とキプロスを除く加盟候補国および欧州自由貿易連合のうちの3つの国の計29か国によって署名された。その後も2001年にクロアチア、キプロス、リヒテンシュタインとトルコが加わった。2003年にアルバニア、アンドラ、ボスニア・ヘルツェゴビナ、バチカン、北マケドニア（当時の国名は「マケドニア旧ユーゴスラビア共和国」）、ロシア、セルビアが協定に署名し、アルメニア、アゼルバイジャン、ジョージア(当時「グルジア」)、モルドバ、ウクライナも2005年に署名し、モンテネグロも2007年に加盟した。この結果、欧州高等教育圏は46か国にまたがっており、欧州評議会に加盟する国のうちモナコとサンマリノ以外の国が参加していることになる。またベラルーシとカザフスタンについても参加する資格がある。

#### 衛生
Smart Open Services、通称 SOS と呼ばれるプロジェクトでは、病人の自由な移動を促すことを目的としている。SOS では医療関係者がコンピュータを用いて、別の国で集められた病人のデータにコンピュータでアクセスしたり、すべての当事国において処方箋を作成したり、ほかの欧州連合加盟国で待機患者に治療を行なったりすることができる。
SOS プロジェクトはオーストリア、ベルギー、クロアチア、チェコ、デンマーク、エストニア、フィンランド、フランス、ドイツ、ギリシャ、ハンガリー、イタリア、ルクセンブルク、マルタ、オランダ、ポーランド、ポルトガル、スロバキア、スロベニア、スペイン、スウェーデンのEU加盟21か国と、ノルウェー、スイス、トルコ、イギリスの非EU加盟4か国の、計25か国で稼働しており、カナダとアメリカ合衆国は継続的な協力国である。

#### 基本権憲章
欧州連合基本権憲章は基本権について定めた文書である。憲章で用いられている文言は加盟国の閣僚級合意によるものであり、リスボン条約で法的拘束力を持つようになった。ただしチェコ、ポーランドとイギリスに対しては欧州連合司法裁判所 (CJEU) にかかる憲章の適用が除外されている。

#### 参政権
ヨーロッパの統合は外国人参政権についても及んでいる。つまり欧州連合の市民は1992年署名の欧州連合条約によって、地方選挙での選挙権が付与されている。ベルギー、ルクセンブルクは欧州連合条約の発効以降、リトアニアとスロベニアは欧州連合への加盟以降、すべての外国籍の住民に選挙権を付与している。またでデンマーク、フィンランド、オランダとスウェーデンは欧州連合条約の発効または欧州連合への加盟以前から外国籍の住民に参政権を付与していた。さらに北欧旅券同盟では加盟国の市民にすべての加盟国での選挙権および被選挙権が付与されているほか、2国間条約で双方の国民に自国での選挙権・被選挙権を認めている国もある。これに加えて欧州経済領域に参加するアイスランドとノルウェーはすべての外国籍の住民に選挙権を与えている。

#### シェンゲン圏
シェンゲン協定策定の中心となる目的は、ヨーロッパの国々にある物理的な境界を撤廃することである。シェンゲン協定とその関連規定は、アイルランドを除く26の欧州連合加盟国とアイスランド、リヒテンシュタイン、ノルウェー、スイスが対象となっており、イギリスは対象外である。この29か国のうちキプロスは施行に向けて準備を進めている。
モナコ、サンマリノ、バチカンについても事実上のシェンゲン圏になっている。

### 軍事
欧州連合は国家ではなく、そのため独自の軍事力を保持していない。しかしながら、最終的には欧州連合の指揮下におかれるような多国籍軍や平和維持部隊というものが存在している。このような部隊は将来的に欧州連合の軍隊となるという見方がある。これらの部隊は、加盟条約において単一防衛政策参加の適用除外を受けているデンマークと、いずれの部隊にも参加していないマルタの2か国を除く欧州連合加盟25か国とイギリスの部隊で構成されている。さらに、共通外交・安全保障政策と共通安全保障防衛政策の発展に伴って、西欧同盟の能力や機能が欧州連合に移管されている。
また欧州連合はベルリン・プラス合意によって北大西洋条約機構と緊密な関係を有している。ベルリン・プラス合意は2002年12月16日に北大西洋条約機構と欧州連合との間で包括的に結ばれた取り決めである。この合意により欧州連合は国際的な危機に独自の対応をとろうとする場合において、北大西洋条約機構が単独で行動する意思がなければ、北大西洋条約機構の保持する資源を用いることができる。
北大西洋条約機構に加盟する32か国には欧州連合に加盟する国も多く含まれている。ブリュッセル条約は、1949年にワシントンD.C.で署名された北大西洋条約の前身とも考えられている。北大西洋条約にはアメリカ合衆国、カナダ、ポルトガル、イタリア、ノルウェー、デンマーク、アイスランドに加えて、ブリュッセル条約の当事国であった5か国が署名した。以降、北大西洋条約には、1952年にギリシャとトルコ、1955年に西ドイツ、1982年にスペイン、1999年にハンガリー、チェコ、ポーランド、2004年にブルガリア、エストニア、ラトビア、リトアニア、ルーマニア、スロベニア、スロバキア、2009年にクロアチアとアルバニア、2017年にモンテネグロ、2020年に北マケドニア、2023年にフィンランド、2024年にスウェーデンが加盟した。さらにウクライナとジョージアも加盟を目指すということが伝えられている。このように、32の北大西洋条約機構加盟国のうち23か国が欧州連合加盟国、2か国が欧州経済領域参加国で4か国が欧州連合加盟候補国となっている。

### 宇宙
2007年5月22日に欧州連合加盟国は、従来は加盟国がそれぞれで参加してきた欧州宇宙機関との関係について一本化し、ヨーロッパでの宇宙活動の共通した政治的枠組みを設けることで合意した。
ところが欧州宇宙機関は、法令上は欧州連合と関連のない政府間組織であり、両者の参加国はそれぞれで異なっていて、違う規定でもって運営されている。欧州宇宙機関は1975年に欧州ロケット開発機構と欧州宇宙研究機構が統合して発足した。このときに参加していたのは、ベルギー、デンマーク、フランス、ドイツ、イタリア、オランダ、スペイン、スウェーデン、スイスとイギリスの10か国であった。その後、1975年12月31日にアイルランドが、1987年にオーストリアとノルウェーが、1995年にフィンランドが、2000年にポルトガルが、2005年にギリシャとルクセンブルクが、2008年にチェコが、2011年にルーマニアが、2012年にポーランドが、2015年にエストニアとハンガリーがそれぞれ加わり、22か国が参加している。また1979年からはカナダが合意に基づいて協力国という特別な地位で参加しているほか、2016年にスロベニアが、2020年にラトビアが、2021年にリトアニアが準加盟国として参加している。
また、2010年にスロベニアが、2013年にラトビアが、2014年にリトアニアが、2015年にスロバキアとブルガリアが、2016年にキプロスが協力国となっており、2004年にトルコが、2008年にウクライナが、2011年にイスラエルが、2012年にマルタが、2018年にクロアチアが協力協定に署名している。

## 欧州・地中海パートナーシップ
欧州・地中海パートナーシップ（バルセロナ・プロセス）はマシュリクやマグリブといった地域との関係を強化するために、欧州連合によって取りまとめられたものである。1995年にバルセロナにおいてヨーロッパと地中海諸国の国や地域が出席する会議が開かれ、その後も1年ごとに会議が開かれている。
2004年の拡大でキプロスとマルタの地中海地域の国が欧州連合に加わった。欧州・地中海パートナーシップには欧州連合の28か国と、アルバニア、アルジェリア、ボスニア・ヘルツェゴビナ、エジプト、イスラエル、ヨルダン、レバノン、リビア、モーリタニア、モナコ、モンテネグロ、モロッコ、シリア、チュニジアとパレスチナ暫定自治政府の15か国・地域がパートナーとして参加している。ただしリビアは1999年からオブザーバという地位で参加している。
欧州・地中海自由貿易領域はバルセロナ・プロセスや欧州近隣政策を土台としたものである。この自由貿易領域には欧州連合、欧州自由貿易連合、欧州連合との間で関税同盟を結んでいるトルコ、アンドラとサンマリノ、欧州連合への加盟候補国、バルセロナ・プロセスのパートナーが含まれている。
2008年7月には地中海沿岸の諸国による共同体である地中海連合が設立された。

## 統合に関する理論
ヨーロッパの統合という考え方に欠かせない根本的な理念は、いかにして民族国家のあいだでの戦争を回避するかということである。交流主義では民族国家の安定のための条件を理論化することが模索されてきた一方で、連邦主義や機能主義では民族国家の抑制を掲げている。ヨーロッパ統合の理論でもっとも有力な理論のひとつが新機能主義であり、エルンスト・B・ハースは The Uniting of Europe: Political, Social and Economical Forces, 1950-1957（1958年）でその考えを展開し、またレオン・リンドバーグは The Political Dynamics of European Economic Integration（1963年）でそれを深化させた。新機能主義と政府間主義のあいだでの議論は欧州連合の発展と阻害要因を理解するうえでいまだ中心的なものとなっている。現代では欧州連合の複雑な政策決定やマルチレベル・ガバナンスに焦点が当てられており、欧州連合の機能や発展を理論化することが試みられている。

## ヨーロッパ統合の将来
ヨーロッパ統合には明確な最終目標が定められていない。統合や欧州連合の拡大は国、地方を含めたヨーロッパの政治において主要な議題となっている。しかしながらヨーロッパの統合は国家の主権や文化的アイデンティティといったものと競合するものであり、欧州懐疑主義の考え方の反発を受けている。